# 13308 Melissamayne
13308 Melissamayne è un asteroide della fascia principale. Scoperto nel 1998, presenta un'orbita caratterizzata da un semiasse maggiore pari a 2,8008888 au e da un'eccentricità di 0,0816260, inclinata di 3,44197° rispetto all'eclittica.